# Nieder-Waroldern
Nieder-Waroldern ist einer von insgesamt sieben Ortsteilen der Gemeinde Twistetal im nordhessischen Landkreis Waldeck-Frankenberg.

## Geografie
Nieder-Waroldern liegt im Dreieck der drei waldeckischen Seen Eder-, Diemel- und Twistesee an der touristischen Hauptstrecke von der Autobahn A44 Dortmund–Kassel zum Edersee und Nationalpark Kellerwald. Bis zur Kreisstadt Korbach sind es ca. 11 Kilometer.

## Geschichte

### Wasserburg
Wann und von wem die Burg erbaut wurde, ist nicht ermittelbar. Erstmals wurde sie 1390 urkundlich erwähnt. Im 14. Jahrhundert waren die Herren von Twern (auch von Zwehren) Besitzer der Burg. Diese verkauften 1396 die Hälfte des Ortes an Ulrich von Escheberg. 1407 war Graf Heinrich VII. von Waldeck Besitzer der ganzen Burg und verpfändete noch im gleichen Jahr an Werner von Gudenberg und Karl von Geismar. Letzterer erhielt 1435 von Graf Otto III. von Waldeck zu Landau das ganze Dorf zu Lehen. Ab 1537 hatte Adrian von Zertzen, Amtmann zu Landau Burg und Dorf im Pfandbesitz. 1773 wurden die verbliebenen Gebäude abgerissen. Heute sind nur noch geringe Fundamentreste vorhanden.

### Ortsgeschichte
Die Gründung des Ortes wird der ersten Siedlungsperiode von 0 bis 400 AD zugerechnet. Zur Zeit der Gaubildung unter Karl dem Großen gehörte die Siedlung zum Ittergau, an der Grenze zum Hessengau gelegen.
Die älteste bekannte Erwähnung geht aus einer nicht datierten Urkunde aus der Zeit des Mainzer Erzbischofs Wezilo, der von 1084 bis 1088 amtierte, hervor. Nach dieser übergab der Erzbischof dem Kloster Hasungen zwei Hufen (Mansos) Grundbesitz in  „Waranlundrun“, wie der Ort im Urkundentext genannt wurde. Um 1226 gehörte Nieder-Waroldern bereits zum Kerngebiet der Grafschaft Waldeck. Bei der Einteilung der Grafschaft in Ämter kam der Ort zum Amt Landau. Der jeweilige Amtmann in Landau war mit den landesherrschaftlichen Besitzungen in Nieder-Waroldern belehnt und hatte hier einen Burgsitz. Bei dieser 1390 erstmals erwähnten Burg handelte es sich um eine Wasserburg. Später gehörte  auch eine Meierei, die 1828 aufgelöst und deren Landbesitz verteilt wurde, dazu.
Das Dorf war im Wesentlichen durch die Landwirtschaft geprägt, allerdings gab es auch schon früh Handwerksbetriebe. Einige bestehen noch heute, sie wurden über sechs Generationen und mehr weitervererbt.
In der Dorflage fließen drei Bäche zusammen. Das Hauptgewässer ist die „Wilde“ (früher „Dränke“). Der heutige Name schließt auf in früherer Zeit immer wieder vorkommende verheerende Hochwasser. Die schlimmsten dokumentierten Hochwasserereignisse gab es 1956 und 1961. Die Hochwasser sind unter anderem darauf zurückzuführen, dass hier drei Gewässer gleichzeitig zusammenfließen.
In den Jahren 1977 bis 1978 nahm das Dorf an einem landesweiten Wettbewerb „Unser Dorf soll schöner werden“ teil. Hierbei wurde der erste Platz auf Landesebene belegt. Nieder-Waroldern war schönstes Dorf Hessens.
Hessische Gebietsreform (1970–1977)
Zum 31. Dezember 1971 fusionierte die bis dahin selbständige Gemeinde Nieder-Waroldern im Zuge der Gebietsreform in Hessen mit fünf weiteren Gemeinden freiwillig zur neuen Großgemeinde Twistetal.
Der Verwaltungssitz befindet sich in Twiste. Heute ist in einem ehemaligen Gutshaus die Gemeindeverwaltung der Gemeinde Twistetal untergebracht. Für alle im Zuge der Gebietsreform nach Twistetal eingegliederten Gemeinden wurden Ortsbezirke mit Ortsbeirat und Ortsvorsteher nach der Hessischen Gemeindeordnung gebildet.

### Verwaltungsgeschichte im Überblick
Die folgende Liste zeigt die Staaten bzw. Herrschaftsgebiete und deren untergeordnete Verwaltungseinheiten, in denen Nieder-Waroldern lag:
- vor 1712: Heiliges Römisches Reich, Grafschaft Waldeck, Amt Landau
- ab 1712: Heiliges Römisches Reich, Fürstentum Waldeck, Amt Landau
- ab 1807: Fürstentum Waldeck, Amt Landau
- ab 1815: Fürstentum Waldeck, Oberamt der Diemel (Sitz in Arolsen)
- ab 1816: Fürstentum Waldeck, Oberjustizamt der Twiste (Sitz in Arolsen)
- ab 1850: Fürstentum Waldeck-Pyrmont (seit 1849), Kreis der Twiste (Sitz bis 1857 in Mengeringhausen, dann in Arolsen)[Anm. 1]
- ab 1867: Fürstentum Waldeck-Pyrmont (Akzessionsvertrag mit Preußen), Kreis der Twiste
- ab 1871: Deutsches Reich, Fürstentum Waldeck-Pyrmont, Kreis der Twiste
- ab 1919: Deutsches Reich, Freistaat Waldeck-Pyrmont, Kreis der Twiste
- ab 1929: Deutsches Reich, Freistaat Preußen, Provinz Hessen-Nassau, Regierungsbezirk Kassel, Kreis der Twiste
- ab 1942: Deutsches Reich, Freistaat Preußen, Provinz Hessen-Nassau, Regierungsbezirk Kassel, Landkreis Waldeck
- ab 1944: Deutsches Reich, Freistaat Preußen, Provinz Kurhessen, Regierungsbezirk Kassel, Landkreis Waldeck
- ab 1945: Amerikanische Besatzungszone, Groß-Hessen, Regierungsbezirk Kassel, Landkreis Waldeck
- ab 1946: Amerikanische Besatzungszone, Land Hessen, Regierungsbezirk Kassel, Landkreis Waldeck
- ab 1949: Bundesrepublik Deutschland, Land Hessen, Regierungsbezirk Kassel, Landkreis Waldeck
- ab 1972: Bundesrepublik Deutschland, Land Hessen, Regierungsbezirk Kassel, Landkreis Waldeck, Gemeinde Twistetal[Anm. 2]
- ab 1974: Bundesrepublik Deutschland, Land Hessen, Regierungsbezirk Kassel, Landkreis Waldeck-Frankenberg, Gemeinde Twistetal

### Kirche

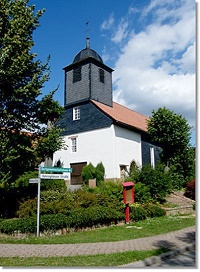
Kirche Nieder-Waroldern

Nieder-Waroldern gehört zum evangelischen Kirchspiel Ober-Waroldern, bis 1828 hatte das Dorf seine eigene Pfarrei, zu der noch die Filiale Dehringhausen gehörte. Vor der Reformation war Dehringhausen Mutterkirche und Nieder-Waroldern angegliedert. Ab 1535 ist die Kirche protestantisch. Sie wurde im 14. Jahrhundert erbaut. Aus dieser Zeit sind jedoch nur noch der Turm und die Westmauer erhalten. 1822/23 wurden die übrigen Teile der Kirche abgerissen und neu aufgebaut. Sehenswert ist auch der ursprünglich aus dem 1566 aufgelösten Franziskanerkloster Korbach stammende Altar des sogenannten Korbacher Franziskanermalers mit Darstellungen aus dem Leben des Hl. Franz von Assisi.
Zum Kirchspiel Ober-Waroldern gehören seit 1828 die Nieder-Warolder Kirche und seit 1706 der Nachbarort Elleringhausen.

### Schule
Schon vor 1666 hatte der Ort eine Schule. Erst 1969 wurde die einklassige Schule aufgelöst. Die jetzt für Nieder-Waroldern zuständige Grundschule befindet sich in Twiste.

### Bevölkerung
Einwohnerstruktur 2011
Nach den Erhebungen des Zensus 2011 lebten am Stichtag dem 9. Mai 2011 in Nieder-Waroldern 300 Einwohner. Darunter waren 3 (1,0 %) Ausländer.
Nach dem Lebensalter waren 45 Einwohner unter 18 Jahren, 108 waren zwischen 18 und 49, 72 zwischen 50 und 64 und 75 Einwohner waren älter.
Die Einwohner lebten in 136 Haushalten. Davon waren 36 Singlehaushalte, 33 Paare ohne Kinder und 45 Paare mit Kindern, sowie 9 Alleinerziehende und keine Wohngemeinschaften. In 33 Haushalten lebten ausschließlich Senioren und in 69 Haushaltungen leben keine Senioren.
Einwohnerentwicklung
 Quelle: Historisches Ortslexikon
| • 1541: | 19 Häuser |
| • 1738: | 24 Häuser |
| • 1770: | 36 Häuser |

| Nieder-Waroldern: Einwohnerzahlen von 1770 bis 2015 | Nieder-Waroldern: Einwohnerzahlen von 1770 bis 2015 | Nieder-Waroldern: Einwohnerzahlen von 1770 bis 2015 | Nieder-Waroldern: Einwohnerzahlen von 1770 bis 2015 | Nieder-Waroldern: Einwohnerzahlen von 1770 bis 2015 |
| --- | --------------------------------------------------- | --------------------------------------------------- | --------------------------------------------------- | --------------------------------------------------- |
| Jahr |                                                     |                                                     |                                                     | Einwohner                                           |
| 1770 | 1770                                                |                                                     | 239                                                 | 239                                                 |
| 1800 | 1800                                                |                                                     | ?                                                   | ?                                                   |
| 1834 | 1834                                                |                                                     | 338                                                 | 338                                                 |
| 1840 | 1840                                                |                                                     | 343                                                 | 343                                                 |
| 1846 | 1846                                                |                                                     | 343                                                 | 343                                                 |
| 1852 | 1852                                                |                                                     | 339                                                 | 339                                                 |
| 1858 | 1858                                                |                                                     | 302                                                 | 302                                                 |
| 1864 | 1864                                                |                                                     | 328                                                 | 328                                                 |
| 1871 | 1871                                                |                                                     | 328                                                 | 328                                                 |
| 1875 | 1875                                                |                                                     | 315                                                 | 315                                                 |
| 1885 | 1885                                                |                                                     | 289                                                 | 289                                                 |
| 1895 | 1895                                                |                                                     | 317                                                 | 317                                                 |
| 1905 | 1905                                                |                                                     | 308                                                 | 308                                                 |
| 1910 | 1910                                                |                                                     | 291                                                 | 291                                                 |
| 1925 | 1925                                                |                                                     | 277                                                 | 277                                                 |
| 1939 | 1939                                                |                                                     | 294                                                 | 294                                                 |
| 1946 | 1946                                                |                                                     | 433                                                 | 433                                                 |
| 1950 | 1950                                                |                                                     | 436                                                 | 436                                                 |
| 1956 | 1956                                                |                                                     | 350                                                 | 350                                                 |
| 1961 | 1961                                                |                                                     | 331                                                 | 331                                                 |
| 1967 | 1967                                                |                                                     | 336                                                 | 336                                                 |
| 1980 | 1980                                                |                                                     | ?                                                   | ?                                                   |
| 1990 | 1990                                                |                                                     | ?                                                   | ?                                                   |
| 2000 | 2000                                                |                                                     | ?                                                   | ?                                                   |
| 2007 | 2007                                                |                                                     | 328                                                 | 328                                                 |
| 2011 | 2011                                                |                                                     | 300                                                 | 300                                                 |
| 2015 | 2015                                                |                                                     | 303                                                 | 303                                                 |
| Datenquelle: Historisches Gemeindeverzeichnis für Hessen: Die Bevölkerung der Gemeinden 1834 bis 1967. Wiesbaden: Hessisches Statistisches Landesamt, 1968. Weitere Quellen: ; Gemeinde Twistetal; Zensus 2011 |                                                     |                                                     |                                                     |                                                     |

Religionszugehörigkeit
| • 1885: | 306 evangelische (= 96,53 %), 7 katholische (= 2,21 %), 4 jüdische (= 1,26 %) Einwohner |
| • 1961: | 307 evangelische (= 92,75 %), 21 katholische (= 6,34 %) Einwohner                       |

## Vereine
Das kulturelle Leben in Nieder-Waroldern wird von den unterschiedlichsten Gruppierungen und Vereinen geprägt hierzu zählen: Sportverein (Reiten, Fußball etc.), gemischter Kirchenchor, Kirmesburschen, Freiwillige und Jugendfeuerwehr, Landfrauenverein, und verschiedene Seniorentreffs.